# Dębe Wielkie (Wołomin)
Pour les articles homonymes, voir Dębe Wielkie.
Dębe Wielkie (prononciation : [ˈdɛmbɛ ˈvjɛlkʲɛ]) est un village polonais de la gmina de Jadów dans le powiat de Wołomin de la voïvodie de Mazovie dans le centre-est de la Pologne.
Le village possède une population de 46 habitants en 2010.

## Histoire
De 1975 à 1998, le village appartenait administrativement à la voïvodie de Siedlce.